# Elecciones estatales de Baja California de 1983
Las Elecciones estatales de Baja California de 1983 se llevaron a cabo el domingo 4 de septiembre de 1983, y en ellas fueron renovados los titulares de los siguientes cargos de elección popular del estado mexicano de Baja California:
- Gobernador de Baja California : Titular del Poder Ejecutivo del estado, electo para un periodo de seis años no reelegibles en ningún caso. El candidato electo fue Xicoténcatl Leyva Mortera.
- 4 Ayuntamientos: Formados por un Presidente Municipal, regidores y síndicos, electos para un periodo de tres años, no reelegibles de manera consecutiva.
- Diputados al Congreso del Estado: 13 Electos por mayoría relativa elegidos en cada uno de los distritos electorales del estado y 3 Electos bajo el principio de Representación Proporcional.

## Resultados electorales
Seis partidos políticos con registro en Baja California pudieron participar en el proceso electoral, los resultados que obtuvieron se señalan a continuación. Fue la última victoria del Partido Revolucionario Institucional en la elección de gobernador hasta la fecha.

### Gobernador
|  | 54.45 % |

|  | 25.06 % |

|  | 1.53 % |

|  | 1.13 % |

|  | 0.57 % |

|  | 0.46 % |

|  | 0.16 % |

|  | 15.75 % |

|  | 100.00 % |

### Ayuntamientos
En estas elecciones, la oposición logró su primer triunfo significativo, ya que el PST ganó la presidencia municipal en el municipio de Ensenada, el cual sería el primer municipio de Baja California en ser gobernado por la oposición (El PRI no recuperaría la alcaldía de dicho municipio hasta 1995). Sin embargo en el municipio de Mexicali, el candidato panista (Eugenio Elorduy Walther) denunció fraude electoral y conformó un gabinete paralelo.
|  | 53.30 % |

|  | 64.10 % |

|  | 37.10 % |

|  | 54.90 % |

### Congreso local
| Partido | Partido | Partido                                | Diputados        | Diputados    | Diputados |  |
| Partido | Partido | Partido                                | Mayoría relativa | Plurinominal | Total     |  |
|         |         | Partido Revolucionario Institucional   | 13               | 0            | 13/16     |  |
|         |         | Partido Socialista Unificado de México | 0                | 1            | 1/16      |  |
|         |         | Partido Popular Socialista             | 0                | 1            | 1/16      |  |
|         |         | Partido Socialista de los Trabajadores | 0                | 1            | 1/16      |  |
| Total   | Total   | Total                                  | 13               | 3            | 16        |  |

### Mayoría relativa
| Distrito | Diputado                    | Partido | Partido                              |
| -------- | --------------------------- | ------- | ------------------------------------ |
| I        | Roque Campuzano Ponce       |         | Partido Revolucionario Institucional |
| II       | José María Sarmiento Fierro |         | Partido Revolucionario Institucional |
| III      | Efraín Martínez Camacho     |         | Partido Revolucionario Institucional |
| IV       | Armando Ruiz Valdez         |         | Partido Revolucionario Institucional |
| V        | Rodolfo Fierro Márquez      |         | Partido Revolucionario Institucional |
| VI       | Leonel Camacho Álvarez      |         | Partido Revolucionario Institucional |
| VII      | Perfecto Lara Rodríguez     |         | Partido Revolucionario Institucional |
| VIII     | Gloria Cárdenas Rendón      |         | Partido Revolucionario Institucional |
| IX       | Gilberto Portugal Martínez  |         | Partido Revolucionario Institucional |
| X        | Daniel Figueroa Díaz        |         | Partido Revolucionario Institucional |
| XI       | Germán Martínez Cochran     |         | Partido Revolucionario Institucional |
| XII      | José Octavio Pérez Pazuengo |         | Partido Revolucionario Institucional |
| XIII     | Luis González Ruiz          |         | Partido Revolucionario Institucional |

### Representación proporcional
| Diputado                | Partido | Partido                                |
| ----------------------- | ------- | -------------------------------------- |
| Graciela Romo de Medina |         | Partido Socialista Unificado de México |
| Joel Rincón Leal        |         | Partido Popular Socialista             |
| Alejandro Moreno Berry  |         | Partido Socialista de los Trabajadores |